# Чарлі Белл (футболіст, 1894)
Чарлі Олівер Белл (англ. Charles Oliver Bell; 18 травня 1894, Дамфріс — 5 червня 1939, Борнмут) — англійський футболіст, що грав на позиції нападника, і тренер.

## Ігрова кар'єра
Народився 18 травня 1894 року в місті Дамфріс.
У дорослому футболі дебютував виступами за команду «Карлайл-Сіті». Після короткого перебування в лондонському «Арсеналі» протягом 1914–1915 років грав за «Честерфілд».
Згодом під час Першої світової війни також грав за «Барроу» і «Квінз Парк Рейнджерс».

## Кар'єра тренера
1919 року опинився в Португалії, де протягом трьох років тренував лісабонський «Спортінг». 1922 року приводив команду до перемоги у першості португальської столиці.
Згодом протягом 1923–1925 років працював на батькіщині, тренуючи «Віган Боро», після чого переїхав до Італії, де був головним тренером «Падови». 1928 року ще на два сезони повертався до лісабонський «Спортінга».
1932 року був запрошений очолити марсельський «Олімпік», що саме збирався стартувати у щойноствореному загальнофранцузькому професійному чемпіонаті. Наступного року працював у цьому ж чемпіонаті з «Ніццею».
Згодом до своєї передчасної смерті у 1939 році працював на батьківщині, спочатку з «Менсфілд Таун» (у 1935), а згодом з «Борнмутом».